# Jadwiga Eleonora z Holsztynu-Gottorp
Jadwiga Eleonora z Holsztynu-Gottorp (ur. 23 października 1636, zm. 24 listopada 1715) – królowa Szwecji, trzykrotna regentka i de facto pierwsza dama na dworze królewskim od 1654 do śmierci.
Córka Fryderyka III, księcia Holsztynu-Gottorp i Marii Elżbiety Wettyn, córki elektora Jana Jerzego I Wettyna. 24 października 1654 poślubiła Karola X Gustawa i urodziła mu jego jedynego ślubnego syna:
- Karola (1655–1697) – króla Szwecji w latach 1660–1697.